# 오정역
오정역(Ojeong station, 梧井驛)은 지금의 대전광역시 대덕구에 위치했던 경부선의 분기역이다. 회덕 - 대전 사이에 있던 신호장으로 호남선과 서울 방향으로 직결되는 오정선(오정삼각선)이 이 역에서 분기되었다.
1943년 12월 신호장으로 개업하여 경부선과 호남선을 연결하고 있었으나, 호남선 대전 ~이리(현 익산) 구간의 복선화로 오정선이 폐지되고 구 대전삼각선(현재의 오정동 호남선 입체 교차 교량)이 신설됨에 따라 1978년에 폐지되었다. 이 역의 기능은 서울방향 3km 전방에 신설된 대전조차장으로 이관되었다.
향후 충청권 광역철도와 대전 도시철도 2호선의 역으로 재개통될 예정이다.
충청권 광역철도 1단계 구간은 호남선 계통이지만 옥천 지선 구상은 경부선 계통이기 때문에 실현 시 이 역은 호남선/경부선 계통 열차를 모두 다루는 마지막 역이 되는데, 이 경우 호남선의 기점이 대전조차장역에서 이 역으로 바뀔 가능성도 있다.

## 역사
- 1943년 12월 30일: 신호장으로 영업 개시[2]
- 1978년 1월 1일: 폐지